# Katakura Kojūrō
Katakura Kojūrō (片倉 小十郎?) era il nome comune utilizzato dal capo del clan Katakura, il quale serviva come importante vassallo del clan Date. Seguendo il trasferimento del clan Date nel dominio di Sendai, gli fu garantito il governo del castello di Shiroishi (12.000 koku in totale)), che mantennero fino al rinnovamento Meiji. 
Segue una lista cronologica delle generazioni dall'inizio del periodo Edo:

## Capi della famiglia Katakura nel periodo Edo
1. Kagetsuna (1557–1615)
2. Shigenaga (1585–1659)
3. Kagenaga (1630–1681)
4. Muranaga (1667–1691)
5. Murayasu (1683-?)
6. Muranobu
7. Murasada (1676–1744)
8. Murakiyo
9. Muratsune (1757–1822)
10. Kagesada
11. Munekage
12. Kuninori (1818–1886)
13. Kagenori (1838–1902)
14. Kagemitsu

## Capi della famiglia Katakura family dal 1868
1. Kenkichi
2. Nobumitsu
3. Shigenobu

Kagetsuna, il primo Katakura Kojūrō, fu indiscutibilmente il più famoso, avendo servito Date Masamune. Il clan divenne nuovamente importante durante la guerra Boshin, quando il castello di Shiroishi fu usato come quartier generale del Ōuetsu Reppan Dōmei. Dopo la guerra, il XII Kojūrō, Katakura Kuninori, vendette il castello e si trasferì a Hokkaidō. Il castello fu dato al clan Nanbu di Morioka fino alla fine del sistema dei domini all'inizio del 1870. Il capo corrente della famiglia, Shigenobu (che è il XVII Kojūrō), è un sacerdote capo allo Santuario Aoba a Sendai.